# Haworthiopsis limifolia
Haworthiopsis limifolia, anteriormente Haworthia limifolia, es una especie suculenta perteneciente a la familia Asphodelaceae. Es originaria de Sudáfrica.

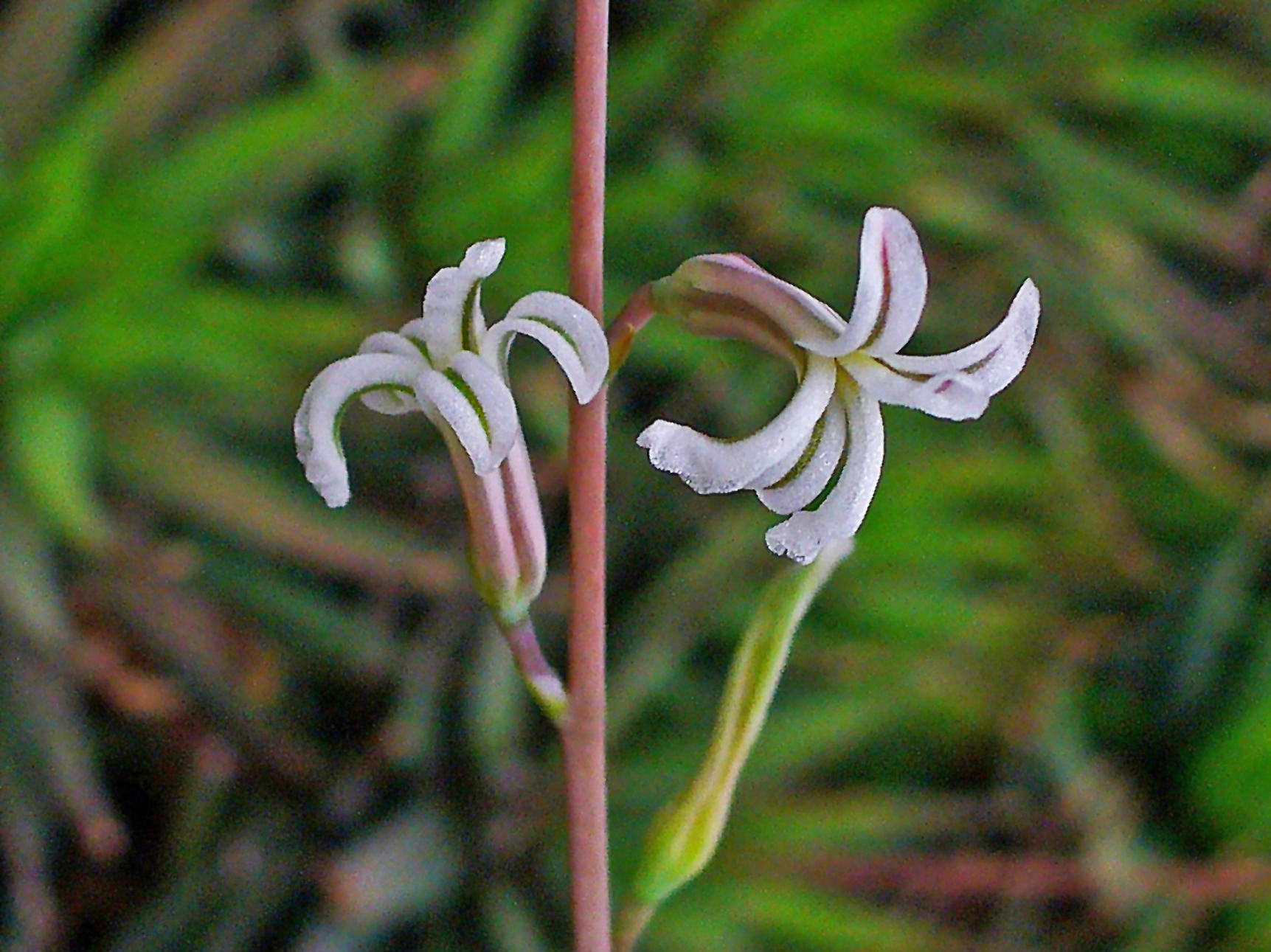
Detalle de la flor

## Descripción
Es una planta herbácea suculenta y perennifolia con vástagos de la base que forman racimos densos de  plantas. Las hojas erectas se producen en una roseta compacta de  12 cm de diámetro, la lámina de 3-10 cm de largo, y 2-4 cm de ancho en la base, deltoides, gruesas y rígidas, de color verde uniformemente brillante, con camellones o ± lisas en ambas caras, oscura quilla hacia el ápice en el envés, el margen ligeramente estriado. La inflorescencia erecta es simple, de 35 cm de alto; con pedúnculo de hasta 20 cm de largo con unas cuantas brácteas estériles por debajo de la inflorescencia. Esta se dispone en forma de racimo de 15 cm de largo, con  flores, bracteadas. Perianto de  14 mm de largo, cilíndrico, de 3,5 mm de diámetro en el ovario, estrechándose hacia la boca, dos labios, con los segmentos blancos con un nervio central de color marrón verdoso.

## Taxonomía
Haworthia limifolia fue descrita por Hermann Wilhelm Rudolf Marloth y publicado en Trans. Roy. Soc. South Africa 1: 409, en el año 1910.
Variedades aceptadas
- Haworthia limifolia var. gigantea M.B.Bayer
- Haworthia limifolia var. limifolia
- Haworthia limifolia var. ubomboensis (I.Verd.) G.G.Sm.[5]